# 1. FC Paderborn
Der 1. FC Paderborn (offiziell: 1. Fußball-Club Paderborn 08/13 e. V.) war ein Sportverein aus Paderborn. Die erste Fußballmannschaft spielte sieben Jahre in der damals drittklassigen Oberliga Westfalen. Heimspielstätte war die Paderkampfbahn. Der 1. FC Paderborn ist ein Vorgängerverein des heutigen SC Paderborn 07.

## Geschichte

### Die Stammvereine
Der 1. FC Paderborn entstand im Jahre 1969 durch die Fusion des VfJ 08 Paderborn mit dem SV Paderborn. Der VfJ 08 wurde 1908 als FC Preußen Paderborn gegründet und nannte sich ab 1909 VfB Paderborn. Nach einer kurzzeitigen Fusion mit dem TV Jahn Paderborn wurde aus dem VfB der Verein für Jugendpflege 08 Paderborn. In den 1920er und 1930er Jahren spielte der VfJ fünf Jahre lang in der höchsten westfälischen Spielklasse. Nach dem Zweiten Weltkrieg folgten weitere fünf Jahre in der höchsten westfälischen Amateurliga, ehe die Mannschaft Mitte der 1960er Jahre in die Bezirksklasse abstürzte. Der SV Paderborn wiederum wurde am 12. Oktober 1913 von ehemaligen Spielern des FC Preußen gegründet. 
Sportlich erreichte der SV zwischen 1955 und 1958 die Landesliga Westfalen, die in der Spielzeit 1955/56 zum letzten Mal die höchste westfälische Amateurspielklasse war. Anschließend verdingte sich der Verein in der Bezirksklasse. Während des Zweiten Weltkrieges ging der VfJ eine Kriegsspielgemeinschaft mit dem Lokalrivalen SV Paderborn ein. Fortan trat man als Sportfreunde Rot-Weiß Paderborn an und wurde 1944 ohne sportliche Qualifikation in die Gauliga Westfalen aufgenommen. Dort besiegte die so genannte „Panzermannschaft“ Union Herford mit 3:0 und den SV 07 Neuhaus gar mit 5:0. Nach diesen Spielen wurde der Spielbetrieb abgebrochen.

### Nach der Fusion (1969 bis 1978)
Durch die vom VfJ 08 errungenen Meisterschaft in der Bezirksklasse startete der 1. FC Paderborn in der Saison 1969/70 in der Landesliga und wurde prompt mit zwei Punkten Vorsprung auf den VfL Schlangen Meister. Damit stieg der 1. FC als erster Paderborner Verein in die damals drittklassige Verbandsliga Westfalen auf, wenngleich ein Jahr später mit dem TuS Sennelager ein zweiter folgte. Sportlich erreichte die Mannschaft 1972 bereits den vierten Platz. Drei Jahre später wurde die Saison bereits als Dritter beendet mit nur drei Punkten Rückstand auf den SVA Gütersloh und den SC Herford.
Es folgten zwei Jahre Mittelmaß, ehe im Jahre 1978 der 1. FC Paderborn erstmals die Tabellenspitze erreichte. Punktgleich mit dem VfB Rheine beendete die Mannschaft die Saison. In den Entscheidungsspielen um den Staffelsieg konnten sich die Paderborner nach einem 1:0 in Rheine und einem 1:1 in der Paderkampfbahn den Titel sichern. Es folgten die Endspiele um die Westfalenmeisterschaft gegen den Meister der Parallelstaffel DSC Wanne-Eickel. Wanne-Eickel gewann das Hinspiel im eigenen Stadion mit 2:0. Im Rückspiel konnten die Paderborner zwar mit 2:1 gewinnen, mussten sich aber mit der Rolle des Vizemeisters begnügen.
Nun musste der 1. FC Qualifikationsspiele gegen den Vierten der Oberliga Nord Holstein Kiel um einen Platz in der Aufstiegsrunde zur 2. Bundesliga bestreiten. Beide Spiele endeten jeweils mit einem 2:2-Unentschieden, so dass ein Entscheidungsspiel im neutralen Osnabrück angesetzt wurde. Dies endete mit 1:1 nach Verlängerung und schließlich mit einem 3:1-Sieg im Elfmeterschießen zu Gunsten der Kieler. Paderborns Spielmacher Werner Brosda ging durch eine im zweiten Spiel erlittene Prellung gehandicapt in das dritte Spiel und scheiterte beim Elfmeterschießen ebenso wie seine Mannschaftskameraden Lüning und Vanderfeesten. Im Falle des Aufstieges war ein Umzug ins Inselbadstadion geplant, dass für zwei Millionen Mark modernisiert werden sollte.

### Oberliga und Fusion (1978 bis 1985)
Nach dem Scheitern in der Qualifikation spielte der 1. FC Paderborn in der neu gegründeten Oberliga Westfalen weiter. Nach einem fünften Platz in der Saison 1978/79 wurde die Mannschaft ein Jahr später unter Trainer Franz Wolny Vizemeister hinter der SpVgg Erkenschwick. Schließlich sicherte sich der 1. FC Paderborn unter Trainer Detlev Brüggemann in der Saison 1980/81 den Meistertitel der Oberliga Westfalen mit zwei Punkten Vorsprung auf den VfL Gevelsberg. Doch die Meisterschaft war sportlich wertlos, da die 2. Bundesliga zur Saison 1982/83 von einer zwei- in eine eingleisige Liga umwandelte und der DFB für 1982 den Aufstieg aussetzte. Die Mannschaft nahm an der Deutschen Amateurmeisterschaft teil, wo die Paderborner sich zunächst gegen den SV Sandhausen durchsetzen konnten. Im Halbfinale waren die Amateure des 1. FC Köln der Gegner des 1. FC. In Köln trennten sich beide Mannschaften mit 2:2, ehe die Kölner das Rückspiel in Paderborn deutlich mit 5:0 gewinnen konnten. Als Trostpflaster unternahm der 1. FC Paderborn im Winter 1981 eine Reise für mehrere Freundschaftsspiele nach Afrika, die vom DFB organisiert und bezahlt wurde.
Von der wertlosen Meisterschaft sollte sich der 1. FC Paderborn nicht mehr erholen. In den folgenden Jahren erreichte die Mannschaft nur noch Mittelfeldplätze oder kämpfte gegen den Abstieg. Erfolgreicher waren die Paderborner nur im Westfalenpokal, wo sie 1982 und 1984 jeweils das Endspiel erreichten. Beide Male ging der 1. FC als Verlierer vom Platz. 1982 setzte sich Rot-Weiss Lüdenscheid mit 2:0 durch, während zwei Jahre später der SC Herford die Paderborner mit 3:1 bezwang. Zweimal nahm der 1. FC Paderborn am DFB-Pokal teil. In der Saison 1981/82 verlor die Mannschaft in Runde eins beim VfL Bochum mit 2:3, während die Paderborner in der Saison 1984/85 in der ersten Runde zu Hause mit 1:4 gegen Hannover 96 verloren. Da auch der TuS Schloß Neuhaus nach dem Abstieg aus der 2. Bundesliga im Jahre 1983 sportlich stagnierte, fusionierten beide Vereine am 1. Juni 1985 zum TuS Paderborn-Neuhaus. Dieser benannte sich 1997 in SC Paderborn 07 um. Das bei der Fusion gesetzte Ziel, die Rückkehr in den Profifußball, konnte 2005 erreicht werden.

## Statistik
Grün unterlegte Platzierungen kennzeichnen einen Aufstieg. 
| Saison  | Liga                | Level | Platz | Tore  | Punkte |
| ------- | ------------------- | ----- | ----- | ----- | ------ |
| 1969/70 | Landesliga, Gr. 1   | IV    | 01.   | 94:19 | 56:04  |
| 1970/71 | Verbandsliga, Gr. 1 | III   | 09.   | 47:54 | 29:31  |
| 1971/72 | Verbandsliga, Gr. 1 | III   | 04.   | 39:27 | 36:24  |
| 1972/73 | Verbandsliga, Gr. 1 | III   | 13.   | 36:48 | 25:35  |
| 1973/74 | Verbandsliga, Gr. 1 | III   | 05.   | 57:38 | 42:26  |
| 1974/75 | Verbandsliga, Gr. 1 | III   | 03.   | 57:38 | 42:26  |
| 1975/76 | Verbandsliga, Gr. 1 | III   | 09.   | 51:49 | 34:34  |
| 1976/77 | Verbandsliga, Gr. 1 | III   | 06.   | 56:41 | 36:32  |

| Saison  | Liga                | Level | Platz | Tore  | Punkte |
| ------- | ------------------- | ----- | ----- | ----- | ------ |
| 1977/78 | Verbandsliga, Gr. 1 | III   | 01.   | 65:33 | 48:20  |
| 1978/79 | Oberliga Westfalen  | III   | 05.   | 70:46 | 43:25  |
| 1979/80 | Oberliga Westfalen  | III   | 02.   | 55:28 | 47:21  |
| 1980/81 | Oberliga Westfalen  | III   | 01.   | 63:37 | 48:20  |
| 1981/82 | Oberliga Westfalen  | III   | 15.   | 56:58 | 35:45  |
| 1982/83 | Oberliga Westfalen  | III   | 12.   | 59:47 | 32:36  |
| 1983/84 | Oberliga Westfalen  | III   | 09.   | 47:48 | 35:33  |
| 1984/85 | Oberliga Westfalen  | III   | 15.   | 53:62 | 29:39  |

## Persönlichkeiten
| - Werner Brosda - Detlev Brüggemann - Uwe Eplinius - Uwe Erkenbrecher - Andreas Fischer - Alois Fortkord | - Helmut Hartmann - Dieter Hecking - Thomas von Heesen - Michael Henke - Siegfried Köstler - Johann Kriar | - Michael Krüger - Günter Kutowski - Wolfgang Pache - Wolfgang Reichel - Ferdinand Rohde - Norbert Runge | - Werner Schachten - Bernd Spiekerkötter - Winfried Stradt - Bernhard Weiss |